# Episodenführer
Ein Episodenführer (auch Episodenliste oder Episodenguide) ist eine Zusammenstellung der einzelnen Folgen einer Fernsehserie mit einer Inhaltsangabe und Zusatzinformationen für jede einzelne Episode.
Die Zusatzinformationen umfassen etwa die an der einzelnen Folge mitwirkenden Schauspieler, den Regisseur oder Hintergrundinformationen wie Drehorte. Die Inhaltsangabe enthält bei einem echten Episodenführer die wesentlichen Inhalte und die Auflösung bzw. Darstellung des Endes. Insbesondere Darstellungen von Produktionsfirmen oder Fernsehsendern enthalten eine Inhaltsangabe lediglich in Form eines Teasers und sind insofern keine vollwertigen Episodenführer.
Oftmals werden auch die Daten der Erstausstrahlung und – soweit vorhanden – der sogenannte Produktionscode, eine alphanumerische Angabe zur eindeutigen Kennzeichnung einer einzelnen Episode einer Serie, mit aufgeführt. So können zeitliche Lücken in der Ausstrahlung und Unterschiede in der Produktions- und Ausstrahlungsreihenfolge verdeutlicht werden, die bei einigen Serien zum Teil erheblich voneinander abweichen können.